# Subiasella exigua
Subiasella exigua är en kvalsterart som först beskrevs av Hammer 1971.  Subiasella exigua ingår i släktet Subiasella och familjen Oppiidae. Inga underarter finns listade i Catalogue of Life.